# Stadion Prvog svibnja
Rungrado May Day Stadium (릉라도 5월1일경기장) se nalazi u Pjongjangu, glavnom gradu Sjeverne Koreje. Posjeduje 114 000 sjedećih mjesta, što ga čini nogometnim stadionom sa najvećim službenim brojem sjedećih mjesta na svijetu. Završen je 1. svibnja 1989., u vremenu u kojem je Pjongjang najviše napredovao. Površine je od 202 000 m² i ima osam katova, te seže do 60 metara u visinu. Na njemu se održavaju velika športska (nogomet i atletika) nadmetanja kao i nadaleko čuvena i veličanstvena slijetanja tijekom velikih državnih praznika Sjeverne Koreje.

## izvori
1. ↑  Rungrado 1st of May Stadium – Football Stadium. Football-Lineups. Pristupljeno 26. svibnja 2016.

## Vanjske poveznice
|  | Zajednički poslužitelj ima još gradiva o temi Stadion Prvog svibnja |